# شیب مغناطیسی

شیب مغناطیسی باعث می‌شود که قطب‌نما بسته به عرض جغرافیایی به سمت بالا یا پایین متمایل شود.

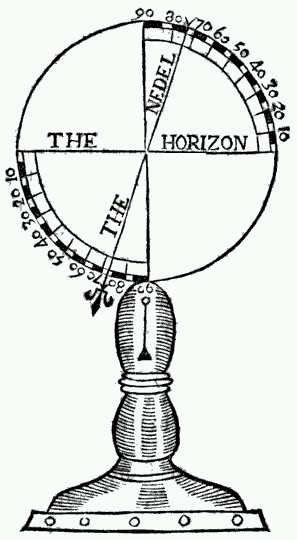
تصویر شیب مغناطیسی از کتاب رابرت نورمن، "The Newe Attractive".

شیب مغناطیسی (انگلیسی: Magnetic dip)، زاویه شیب (dip angle) یا مِیل مغناطیسی (magnetic inclination) زاویه‌ای است که توسط خطوط میدان مغناطیسی زمین با یک مؤلفهٔ افقی ایجاد می‌شود. این زاویه در نقاط مختلف سطح زمین متفاوت است. مقادیر مثبت شیب یا مِیل نشان می‌دهد که میدان مغناطیسی زمین در نقطه اندازه‌گیری به سمت پایین و به سمت زمین است و مقادیر منفی نشان می‌دهد که میدان مغناطیسی زمین به سمت بالا است. زاویه شیب یا مِیل در اصل زاویه ایجادشده توسط سوزن یک قطب‌نما به صورت عمودی است. اگرچه در عمل سوزن‌های قطب‌نما معمولی ممکن است در برابر شیب وزن‌دار شوند یا ممکن است نتوانند آزادانه در صفحه صحیح حرکت کنند. مقدار شیب یا مِیل مغناطیسی را می‌توان با ابزار خاصی که معمولاً با عنوان دایره شیب شناخته می‌شود، با اطمینان بیشتری اندازه‌گیری کرد.
زاویه شیب توسط مهندس آلمانی گئورگ هارتمن در سال ۱۵۴۴ کشف شد. در سال ۱۵۸۱ روشی برای اندازه‌گیری زاویه شیب با دایره شیب توسط رابرت نورمن در انگلستان شرح داده شد.

## توضیح
شیب مغناطیسی نتیجه تمایل آهنربا به تراز کردن خود با خطوط میدان مغناطیسی است. از آنجا که خطوط میدان مغناطیسی زمین با سطح موازی نیستند، انتهای شمالی سوزن قطب‌نما در نیم‌کره جنوبی به سمت بالا (شیب منفی) و در نیم‌کره شمالی به سمت پایین (شیب مثبت) خواهد رفت. بازه شیب مغناطیسی از ۹۰- درجه در قطب مغناطیسی جنوب تا ۹۰+ درجه در قطب مغناطیسی شمال متغیر است. خط‌های ترازی که در امتداد آن شیب اندازه‌گیری شده در سطح زمین برابر است، خطوط هم‌شیب نامیده می‌شوند. موقعیت نقاط دارای شیب صفر، استوای مغناطیسی یا خط بدون‌شیب نامیده می‌شود.

## محاسبه برای عرض جغرافیایی معین
مِیل مغناطیسی {\displaystyle I} به صورت محلی برای میدان مغناطیسی ناشی از هسته زمین تعریف شده است و اگر نقاط میدان در پایین‌تر از افق (یعنی رو به زمین) باشد، مقدار مثبت دارد. در اینجا نحوه تعیین مقدار  {\displaystyle I} در عرض جغرافیایی معین آمده است:
خارج از هسته زمین، معادلات ماکسول را در خلاء در نظر می‌گیریم، {\displaystyle \nabla \times {\textbf {H}}_{c}={\textbf {0}}} و {\displaystyle \nabla \cdot {\textbf {B}}_{c}=0} که در آن {\displaystyle {\textbf {B}}_{c}=\mu _{0}{\textbf {H}}_{c}} و زیرنویس {\displaystyle c} هسته را به عنوان مبدأ این میدان‌ها نشان می‌دهد. اولی به این معنی است که می‌توانیم پتانسیل اسکالر را معرفی کنیم {\displaystyle \phi _{c}} به‌طوری که {\displaystyle {\textbf {H}}_{c}=-\nabla \phi _{c}}، در حالی که دومی یعنی پتانسیل معادله لاپلاس را برآورده می‌کند {\displaystyle \nabla ^{2}\phi _{c}=0}.
حل به ترتیب معادله پیش‌رو پتانسیل دوقطبی مغناطیسی
و در نتیجه میدان
برای گشتاور مغناطیسی {\displaystyle {\textbf {m}}} و موقعیت بردار {\displaystyle {\textbf {r}}} برای روی سطح زمین را نتیجه می‌دهد. از اینجا می‌توان نشان داد که مِیل مغناطیسی {\displaystyle I} همان‌طور که در بالا تعریف شد (از {\displaystyle \tan I=B_{r}/B_{\theta }}) به دست می‌آید
که در آن {\displaystyle \lambda } عرض جغرافیایی نقطه روی سطح زمین است.

## اهمیت کاربردی

شیب مغناطیسی باعث می‌شود تا نقطه چرخش قطب‌نما (دایره سبز) دیگر با مرکز جِرم خود (نشانه) هم‌پوشانی نداشته باشد.

شیب مغناطیسی به ویژه در هوانوردی اهمیت دارد. قطب‌نماهای مغناطیسی در هواپیماها طوری ساخته شده‌اند که مرکز جرم آن به‌طور قابل‌توجهی کمتر از نقطه محوری باشد؛ در نتیجه، مؤلفه عمودی نیروی مغناطیسی بسیار ضعیف‌تر از مقدار لازم برای کج‌کردن قابل‌توجه صفحه قطب‌نما نسبت به صفحه افقی است؛ بنابراین زاویه شیب نشان‌داده‌شده در قطب‌نما به حداقل می‌رسد. با این حال، همچنان پدیده شیب مغناطیسی باعث خوانش اشتباه قطب‌نمای هواپیما در حین چرخش‌های کناری (خطای چرخش) و تغییرات سرعت هوا (خطای شتاب) می‌شود.

### خطای چرخش
شیب مغناطیسی مرکز جِرم صفحه قطب‌نما را تغییر می‌دهد و هنگام چرخش به شمال یا جنوب، به‌صورت موقت باعث خوانش نادرست می‌شود. با چرخش هواپیما، نیروی ناشی از شیب مغناطیسی باعث می‌شود تا مجموعه شناور در همان جهتی که شناور می‌چرخد، حرکت کند. این خطای قطب‌نما با نزدیکی به هر یک از قطب‌های مغناطیسی تقویت می‌شود.
برای جبران خطاهای چرخشی، خلبانان در نیم‌کره شمالی باید هنگام چرخش به سمت شمال، چرخش را «کمتر» کنند که باعث توقف چرخش هواپیما پیش از اینکه قطب‌نما به سمت جهت درست بچرخد، می‌شود. برعکس، هنگام چرخش به جنوب با چرخش «بیشتر»، از توقف دیرتر قطب‌نما به سمت جهت درست جلوگیری کنند.

### خطای شتاب

خطای شتاب در نیم‌کره شمالی، در طول مراحل شتاب، کروز و کاهش سرعت هواپیما. برای به خاطر سپردن از واژه “ANDS” استفاده می‌شود: (افزایش شتاب-شمال/کاهش شتاب-جنوب).

خطاهای شتاب به این دلیل رخ می‌دهد که صفحه قطب‌نما در هنگام شتاب روی پایه خود کج می‌شود. در نیم‌کره شمالی، هنگام شتاب گرفتن در مسیرهای شرقی یا غربی، خطا به‌صورت چرخش نشانگر به سمت شمال ظاهر می‌شود. هنگام کاهش سرعت در هر یک از این حالت‌ها، قطب‌نما چرخش به سمت جنوب را نشان می‌دهد. این اثر در نیم‌کره جنوبی برعکس است.

### متعادل کردن
سوزن‌های قطب‌نما اغلب در حین ساخت وزن می‌شوند تا شیب مغناطیسی را جبران کنند، به‌طوری‌که به‌صورت افقی تقریباً در حالت تعادل هستند. این تعادل وابسته به عرض جغرافیایی است.